# 타일러 로스
타일러 로스(Tyler Ross, 1989년 3월 13일 ~ )는 배우, 텔레비전 배우이다.
플로리다주에서 태어났다.

## 방송
- 킬링 시즌4

## 영화
- 프린세스 시드 (2017년)
- 연인들 (2017년)
- 오피서 다운 (2016년)
- 아메리칸 밀크쉐이크 (2013년)
- 네이트 앤 마가렛 (2012년) - 네이트 역